# Chevrolet Corsica
La Corsica è un'autovettura compact a trazione anteriore prodotta dalla Chevrolet dal 1987 al 1996.

## Il contesto
La Corsica era basata sul pianale L della General Motors, che fu sviluppato (insieme alla piattaforma N) per sostituire il pianale X. La Corsica condivideva il pianale L con la Beretta due porte e con la terza serie della Pontiac Tempest. Quest'ultima era, in sostanza, una versione della Corsica per il mercato canadese ottenuta tramite badge engineering.
La Corsica è stata offerta con due tipi di carrozzerie e quattro livelli di allestimento. Inizialmente fu venduta solo in versione berlina quattro porte, ma dal 1989 al 1991 venne offerta anche con corpo vettura hatchback tre porte. Quest'ultima sostituì la Cavalier versione hatchback, da poco tolta dal mercato. La Cavalier era però a tre porte, mentre la Corsica a cinque.
La Corsica venne assemblata insieme alla Beretta a Wilmington ed a Linden. Il motore era anteriore.

## Storia

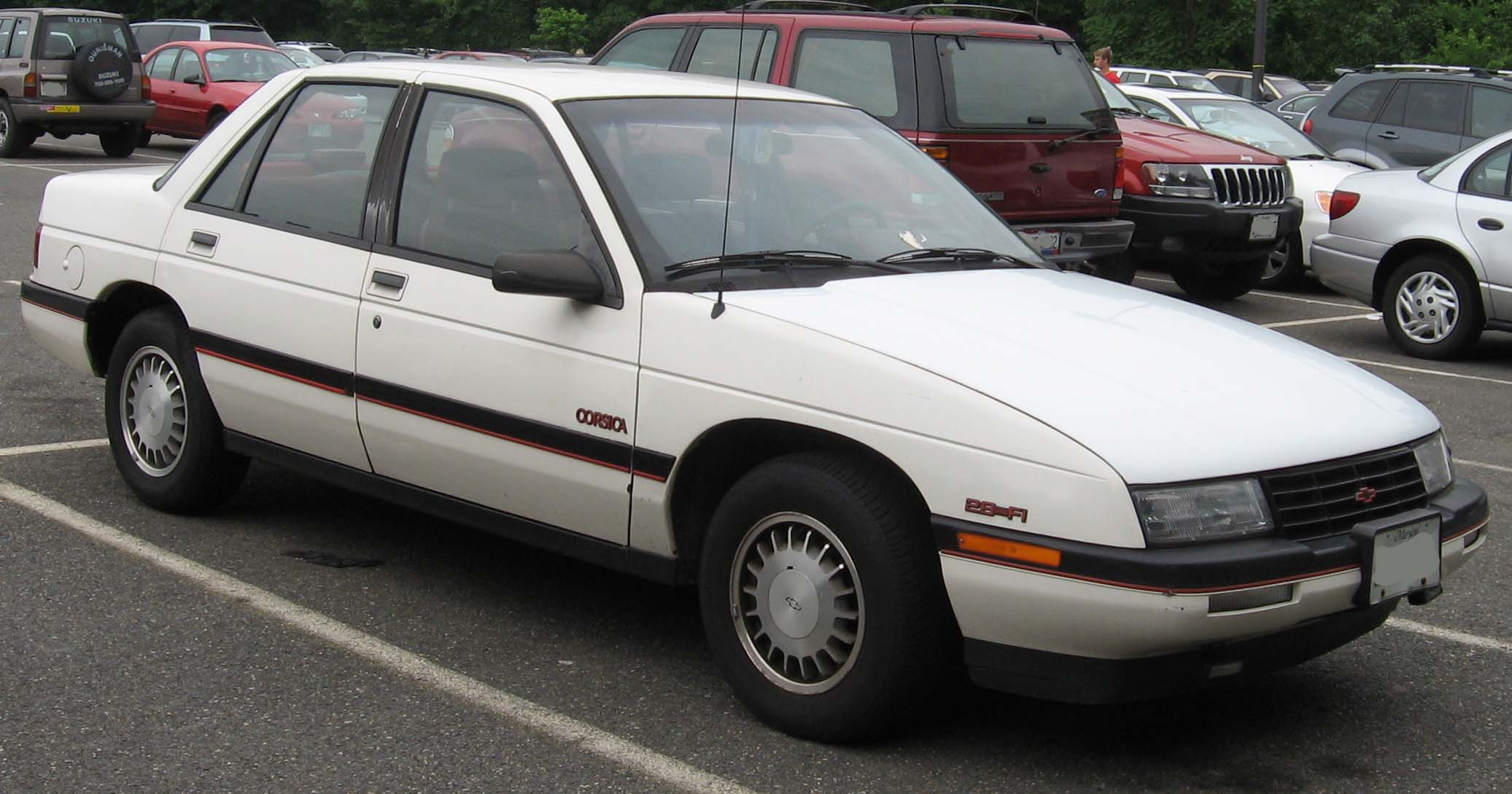
Una Chevrolet Corsica del 1991/93

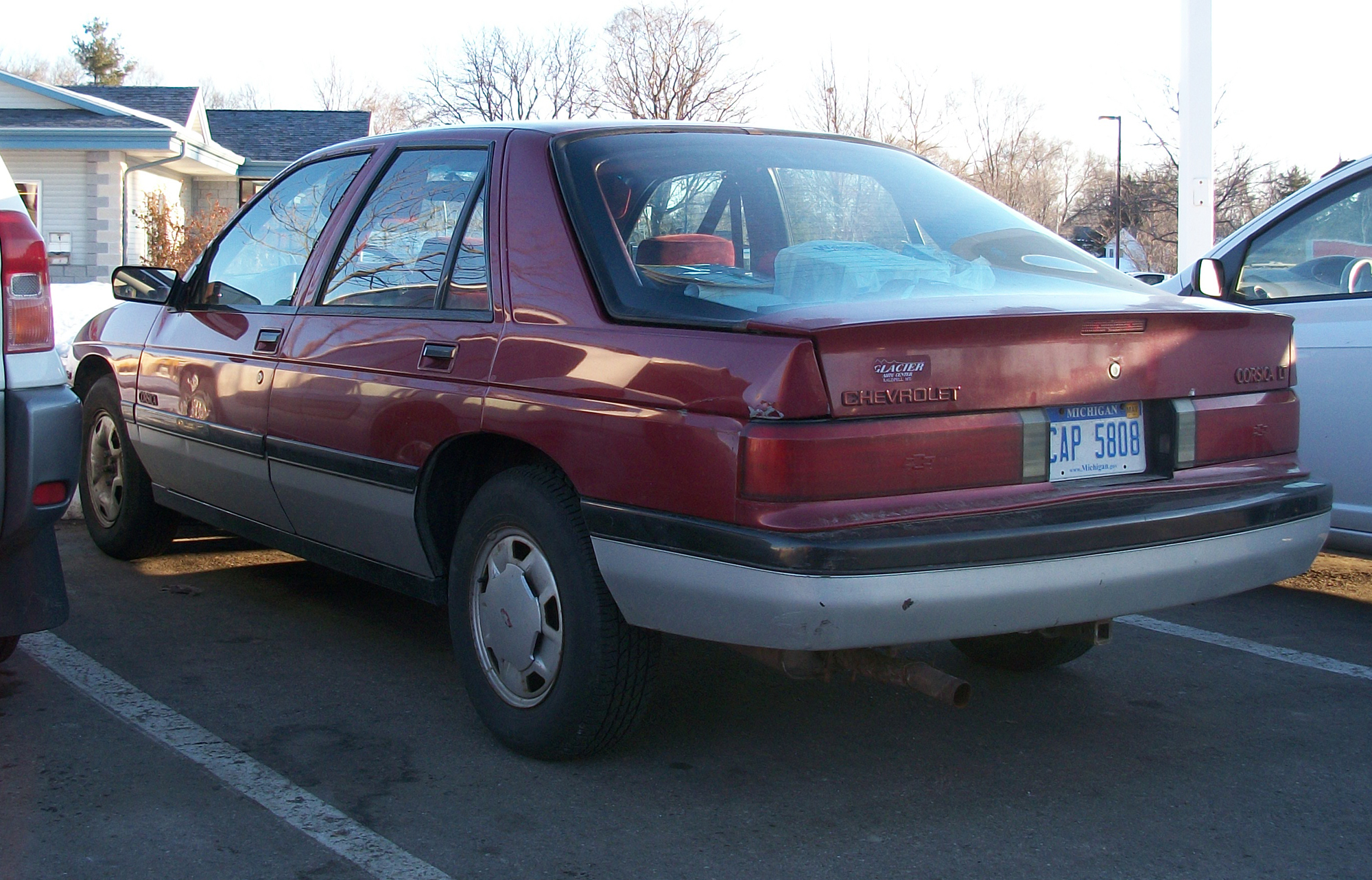
Una Chevrolet Corsica cinque porte del 1989/91

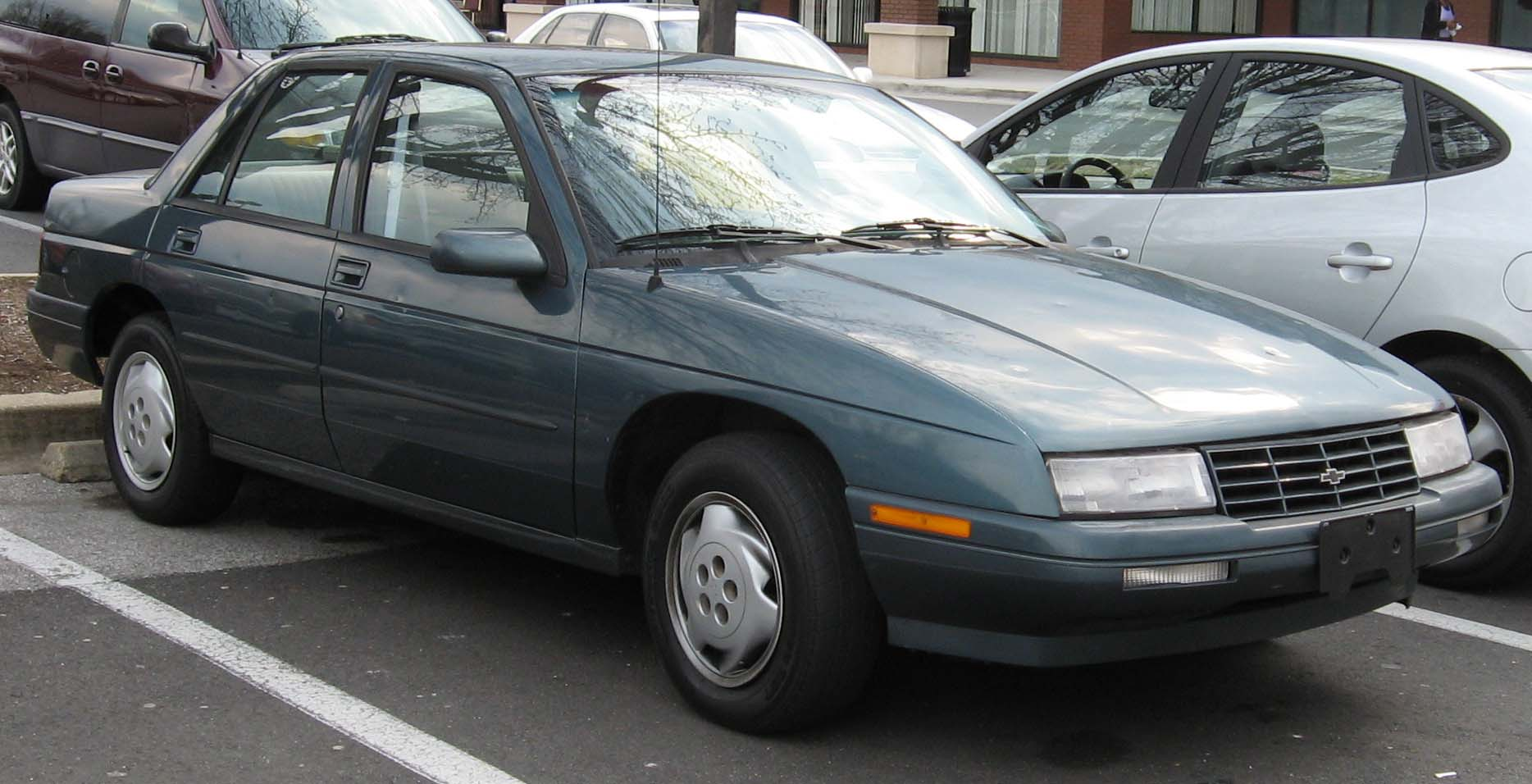
Una Chevrolet Corsica del 1995/96

La Corsica venne inizialmente venduta alle grandi compagnie come vettura aziendale. Solo in seguito fu commercializzata anche per il pubblico. Le maniglie delle portiere erano color argento, mentre le versioni LT/LTZ le possedevano color nero. I primi esemplari avevano un cambio con leva sul pavimento ed il freno a mano posizionato tra i due sedili anteriori. Per l'epoca, questa configurazione era inusuale, perlomeno per la classe di berline a cui apparteneva la Corsica. La versione hatchback venne introdotta nel 1989. Nello stesso anno fu introdotto il pacchetto ad alte prestazioni LTZ, che includeva molti componenti delle sospensioni che erano in comune con la Beretta. Il raro allestimento XT includeva tutti i componenti ad alte prestazioni della LTZ, oltre che gli interni in pelle, un kit carrozzeria speciale e lo spoiler.
Nel 1990 l'allestimento di base della Corsica fu tolta dal mercato, lasciando nell'offerta solo i modelli LT e LTZ. Ad entrambi i motori offerti venne aumentata la cilindrata. Sia al propulsore a quattro cilindri in linea  da 2 L che al motore V6 da 2,8 L fu incrementata la corsa. In questo modo le cilindrate salirono, rispettivamente, a 2,2 L e 3,1 L. Furono anche applicati cambiamenti minori agli interni, molti dei quali erano concentrati sui comandi e sui controlli del guidatore.
Nel 1991 venne tolta dal mercato la versione hatchback. Gli interni furono aggiornati, con l'installazione di serie dell'airbag lato guidatore e dei portatazza. Gli attacchi delle cinture di sicurezza furono spostati dalle portiere al montante centrale. I fanali posteriori vennero rivisti.
Nel 1992 l'unico allestimento disponibile fu l'LT. Il cambio manuale non fu più disponibile con il motore V6, ma solo sui propulsori a quattro cilindri in linea. Questi ultimi modelli erano relativamente rari, dato che la maggior parte delle Corsica avevano il cambio automatico.
Nel 1993, sui modelli con trasmissione automatica, era disponibile un blocco del cambio che necessitava del freno di servizio per essere applicato, prima che il cambio stesso potesse essere spostato dalla modalità parking. Inoltre, era disponibile anche una spia che monitorava il livello dell'olio.
Nel 1994 l'allestimento LT prese di nuovo il posto dell'allestimento base. Il motore V6 da 3,1 L con "OBD-I" ("On Board Diagnostic", cioè un dispositivo per l'autodiagnostica dell'elettronica di bordo) fu sostituito dal propulsore Gen III "3100-series", che aveva la stessa cilindrata ed un sistema OBD rinnovato. Il cambio automatico a tre rapporti fu sostituito da una trasmissione automatica a quattro velocità controllata elettronicamente. Gli attacchi delle cinture di sicurezza furono spostate dal montante centrale alle portiere.
Nel 1995 vennero installate di serie le luci diurne. La Corsica fu il primo modello di autovettura statunitense ad avere questo equipaggiamento montato di serie. Venne introdotto il nuovo logo del modello, e furono introdotti diversi componenti in tinta, come la calandra, gli specchietti retrovisori e le modanature laterali.
Nel 1996 venne introdotta una nuova versione del dispositivo per l'autodiagnostica dell'elettronica di bordo, il "OBD-II". La General Motors tolse dal mercato la Corsica e la Beretta dopo il model year 1996. L'ultima Corsica uscì dalle catene di montaggio il 26 giugno 1996. Il modello venne sostituito dalla Chevrolet Malibu.

## Motorizzazioni e cambi
I motori disponibili furono:
- 1987-1989: LB6, V6 da 2,8 L di cilindrata;
- 1987-1989: OHV, quattro cilindri in linea da 2 L;
- 1990-1996: OHV, quattro cilindri in linea da 2,2 L;
- 1990-1993: Gen II, V6 da 3,1 L;
- 1994-1996: Gen III, V6 da 3,1 L.

mentre i cambi offerti furono:
- automatico 3T40 a tre rapporti;
- automatico 4T40-E a quattro rapporti;
- automatico 4T60-E a quattro rapporti;
- manuale a cinque rapporti.